# Parajas
Parajas (asturisch Paraxes) ist eine Parroquia und ein Ort in der Gemeinde Allande der Autonomen Gemeinschaft Asturien im Norden Spaniens.
Die 48 Einwohner (2011) leben auf einer Fläche von 2,62 km². Pola de Allande, der Verwaltungssitz der Gemeinde, ist nach 29 km über die „CN-1“ und „AS-14“ zu erreichen.

## Sehenswürdigkeiten
- Pfarrkirche in Parajas

## Dörfer und Weiler
| Name spanisch | asturisch | Einwohner 1. Januar 2022 | Lage                    |
| ------------- | --------- | ------------------------ | ----------------------- |
| Argancinas    |           | 26                       | 43.206048 -6.587896 428 |
| Parajas       |           | 22                       | 43.201424 -6.58526 557  |
| Summe         |           | 48                       |                         |